# Zračna luka Julius Nyerere
Zračna luka Julius Nyerere (IATA: DAR, ICAO: HTDA), je glavna zračna luka Dar-es-Salaama, najvećeg grada u Tanzaniji. Nalazi se oko 12 km jugozapadno od grada. Zračna luka je prethodno bila poznata kao Zračna luka Dar es Salaam, preimenovana je 2006. godine u čast Juliusa Nyerera, oca nacije .Zračna luka ima letove na odredišta u Africi, Europi i na Bliskom istoku.

## Povijest
Njemačke kolonijalne vlasti gradi prvu zračnu luku u Tanganjiki 1918. godine. Druga zračna luka poznata kao Zračna luka Dar es Salaam, Terminal I, sagrađena je na području Ukonga, pošto se povećavao promet sagrađen je Terminal II 1979. godine. Terminal je otvorio Julius Nyerere u listopadu 1984.
Ukupno 9.501.265 putnika koristilo je zračnu luku od 1980. do 2004. godine u prosjeku 2.770 putnika dnevno.  16. veljače 2011. zračna luka je zatvorena preko noći kao mjera opreza nakon eksplozija koje su potresle grad, nakon što je eksplodiralo skladište streljiva koje se se nalazilo oko 10 km od zračne luke. U eksplozijama je poginulo najmanje 20 ljudi.

## Vanjske poveznice
- Službena stranica  Arhivirana inačica izvorne stranice od 16. lipnja 2009. (Wayback Machine)